# 전조선정구선수권대회
전조선정구선수권대회(全朝鮮庭球選手權大會)는 일제강점기 조선의 정구 대회이다. 1925년에 시작되어 1926년까지 개최되었다.

## 세부 종목
| 1920년대 | 1920년대 | 25 |
| -------- | -------- | -- |
| 남자     | 복식     | •  |
| 계       | 계       | 1  |

## 시즌별 결과
| 시즌   | 참가 | 우승           | 준우승 | 비고 |
| ------ | ---- | -------------- | ------ | ---- |
| 1925년 | 6조  | 오신건, 이하영 | 불명   |      |

## 참고 문헌
- 대한체육회 100주년 기념사업부 (2020). 《대한민국 체육 100년》. 대한체육회.